# Red Dead Redemption: Undead Nightmare
Red Dead Redemption: Undead Nightmare (сокращённо Undead Nightmare, в переводе с англ. — «Кошмар живых мертвецов») — компьютерная игра в жанре приключенческого вестерн-боевика в открытым мире с элементами RPG и Survival horror. Разработана компанией Rockstar San Diego с участием Rockstar North и при поддержке Rockstar NYC и Rockstar Lincoln. Выпущена 26 октября 2010 года на консоли PlayStation 3 и Xbox 360 в качестве самостоятельного загружаемого дополнения к Red Dead Redemption. Игра рассказывает о протагонисте Джоне Марстоне, который ищет лекарство от эпидемии зомби-вируса, которая прокатилась по Американскому Дикому Западу. Сюжет не является каноническим, действия происходят в альтернативной вселенной оригинальной игры.

## Игровой процесс
Игровой процесс, по сравнению с основной игрой, фундаментально не изменился: игра представляет собой приключенческий боевик от третьего лица в открытом мире. Хотя основные виды миссий остались такими же, само их содержание было изменено для большего соответствия тематике зомби-апокалипсиса. Так, например, игрок спасает членов семей вместо поимки преступников, зачищает кладбища, а не убежища банд. Игрок может освобождать города от заполонивших их орд зомби, за что он может получить амуницию, новое убежище, квесты, и помощь горожан. Из Undead Nightmare убрали быстрое перемещение с помощью дилижансов, что стимулирует игрока использовать поселения для остановки своего каравана. Джон перемещается по миру на зомби-лошадях, которых он может подзывать свистом. Четыре мифических лошади всадников Апокалипсиса, которых игрок может найти, приручить, и оседлать, также спрятаны в игровом мире. Игрок может охотиться и на других мифических существ, таких как Сасквоч, Чупакабра, и единорог. Также в дополнение включены новые костюмы, снаряжение, и лошади для игрока.

## Сюжет
Воссоединившись со своей семьёй, Джон Марстон (Роб Витхофф) пытается вести тихую жизнь со своей женой Эбигейл, сыном Джеком и другом семьи Дядюшкой на своём ранчо в Бичерс-Хоуп. Одной ночью, в шторм, Марстоны не могут найти Дядюшку, но решив, что он куда-то уехал, отправляются спать. Посреди ночи их будит зомбифицированный Дядюшка, укусивший Джека и Эбигейл, превратив их в зомби. Убив его, и связав своих жену и сына, Джон отправляется в соседний город Блэкуотер в поисках лекарства, но находит его в заброшенном состоянии. Там он встречает своего знакомого, профессора Гарольда Макдугалла, полагающего, что причиной восстания мертвецов может быть вирус. После смерти профессора, Джон встречает других выживших, и помогает очистить Блэкуотер и соседнее кладбище от зомби, после чего он узнает, что его бывшие соратники, мошенник Найджел Уэст Дикенс и охотник за сокровищами Сет Брайерс могут быть замешаны в случившемся. Марстон встречает обоих, но оба отрицают любую причастность, хотя Брайерс высказывает подозрения о том, что во всём могут быть виноваты Ацтеки, и советует Джону отправляться в Мексику.
Джон прибывает в Нуэво-Параисо и видит, что ситуация ещё хуже, чем у него дома. Он встречает группу монашек во главе с сестрой Кальдерон, которая сообщает Джону, что встретила женщину, сказавшую, что человек по имени Абрахам Рейес, которому немногим ранее Джон помог захватить власть в регионе, ответственен за случившееся. Когда Джон отправляется на встречу с этой женщиной, на него нападает зомбифицированный Рейес, которого он убивает. Женщина объясняет Марстону, что во всём произошедшем виноват Рейес: когда он выкрал Ацтекскую маску из некой гробницы, чума вырвалась на свободу, поразив Мексику и западные границы США. С её помощью, Джон возвращает маску на её место, останавливая чуму. В этот момент женщина представляется ацтекской богиней Айаутеотль. Она благодарит Джона за помощь, и дарит ему одну из четырёх лошадей Апокалипсиса в благодарность.
Джон возвращается в Бичерс-Хоуп, и обнаруживает выздоровевших Джека и Эбигейл, с которыми он с радостью воссоединяется. Спустя несколько месяцев, после смерти Джона, Сет находит и похищает маску, заставляя мертвецов вновь восстать из могил. Джон тоже в числе восставших мертвецов, но так как его хоронили со святой водой, его душа не покидает его тело, а потому он отправляется доделывать дела, которые не сумел сделать при жизни.

## Музыка
| №                   | Название                        | Автор(ы)                 | Длительность |
| ------------------- | ------------------------------- | ------------------------ | ------------ |
| 1.                  | «Undead Nightmare»              | Билл Эльм и Вуди Джексон | 1:07         |
| 2.                  | «Zombie Corpseplay»             | Билл Эльм и Вуди Джексон | 2:53         |
| 3.                  | «Get In That Hole, Partner»     | Билл Эльм и Вуди Джексон | 2:36         |
| 4.                  | «Army of Undead»                | Билл Эльм и Вуди Джексон | 2:23         |
| 5.                  | «Chupacabra»                    | Билл Эльм и Вуди Джексон | 3:19         |
| 6.                  | «Zombie Peyote»                 | Билл Эльм и Вуди Джексон | 1:41         |
| 7.                  | «Ojo Muerto»                    | Билл Эльм и Вуди Джексон | 1:49         |
| 8.                  | «Blunderbuss Blues»             | Билл Эльм и Вуди Джексон | 1:58         |
| 9.                  | «Four Horses of The Apocalypse» | Билл Эльм и Вуди Джексон | 5:03         |
| 10.                 | «Blackwater, U.S.A.»            | Билл Эльм и Вуди Джексон | 5:21         |
| 11.                 | «Undead Redemption»             | Билл Эльм и Вуди Джексон | 1:42         |
| 12.                 | «Missing Souls»                 | Билл Эльм и Вуди Джексон | 1:32         |
| 13.                 | «A Man Ready for Anything»      | Билл Эльм и Вуди Джексон | 1:57         |
| 14.                 | «Showdown At Escalara»          | Билл Эльм и Вуди Джексон | 2:43         |
| 15.                 | «Bad Voodoo»                    | Kreeps                   | 3:41         |
| 16.                 | «Dead Man Walking»              | Kreeps                   | 3:52         |
| 17.                 | «Dead Sled»                     | Kreeps                   | 2:09         |
| 18.                 | «Stinkin' Zombies»              | Misterio                 | 3:11         |
| Общая длительность: | Общая длительность:             | Общая длительность:      | 48:57        |

## Разработка игры

### Выход игры
Undead Nightmare вышла 26 октября 2010 года и стала доступна в PlayStation Store и Xbox Live Marketplace в качестве загружаемого дополнения к Red Dead Redemption. 23 ноября в Северной Америке, 26 ноября в Европе и 3 декабря в России — вышло на диске в сборнике Red Dead Redemption: Undead Nightmare Collection, в который помимо самого Undead Nightmare не требующего основную игру, вошли небольшие дополнение Outlaws to the End Co-Op Mission Pack, Legends and Killers Pack и Liars and Cheats Pack.
11 октября в Северной Америке, 14 октября в Европе и Австралии и 7 ноября 2011 года в России — вышло издание Red Dead Redemption: Game of the Year Edition, включающее в себя оригинальную игру, Undead Nightmare, а также все ранее вышедшие дополнения и бонусы доступные только за предзаказ оригинальной игры.
17 августа 2023 года, вместе с основной игрой, Undead Nightmare вышла на платформы PlayStation 4 и Nintendo Switch в цифровом виде, на физических носителях — 13 октября. Портированием занималась британская студия Double Eleven.

## Отзывы и критика
| Сводный рейтинг | Сводный рейтинг | Сводный рейтинг |
| Издание         | Оценка          | Оценка          |
| Издание         | PS3             | Xbox 360        |
| --------------- | --------------- | --------------- |
| GameRankings    | 88,45 %         | 87,55 %         |